# 鏡神社 (唐津市)
鏡神社（かがみじんじゃ）は、佐賀県唐津市の鏡山の麓にある神社である。
現在は松浦総鎮守鏡神社と呼ばれ、旧称は鏡尊廟宮・鏡宮・松浦宮・板櫃社・久里大明神など。古来、鏡神社は松浦国の総社として尊崇され、松浦三社の一位に列せられていた。
遥かなる時を越え今も松浦地方の鎮守神として親しまれている。楊柳観音菩薩を始め立神様なども神道で祭祀をしており、神仏習合の名残を今も受け継いでいる神社である。

## 祭神
本殿が2棟あり、一ノ宮に息長足姫命（神功皇后）、二ノ宮に藤原広嗣を祀る。『源氏物語』玉鬘の巻で肥後の豪族大夫監が玉鬘に宛てた歌に「松浦なる鏡の神」と詠まれている。

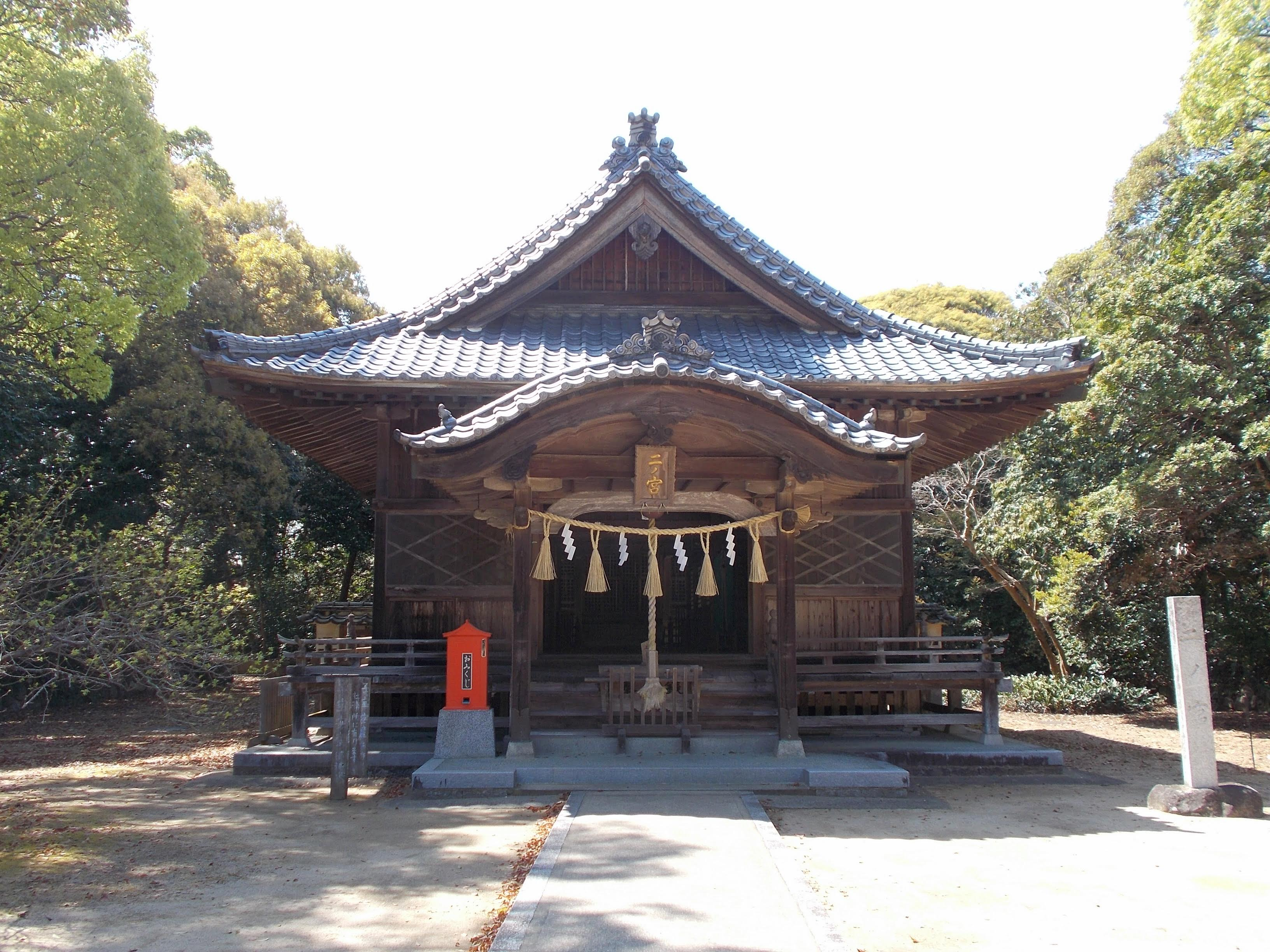
二ノ宮
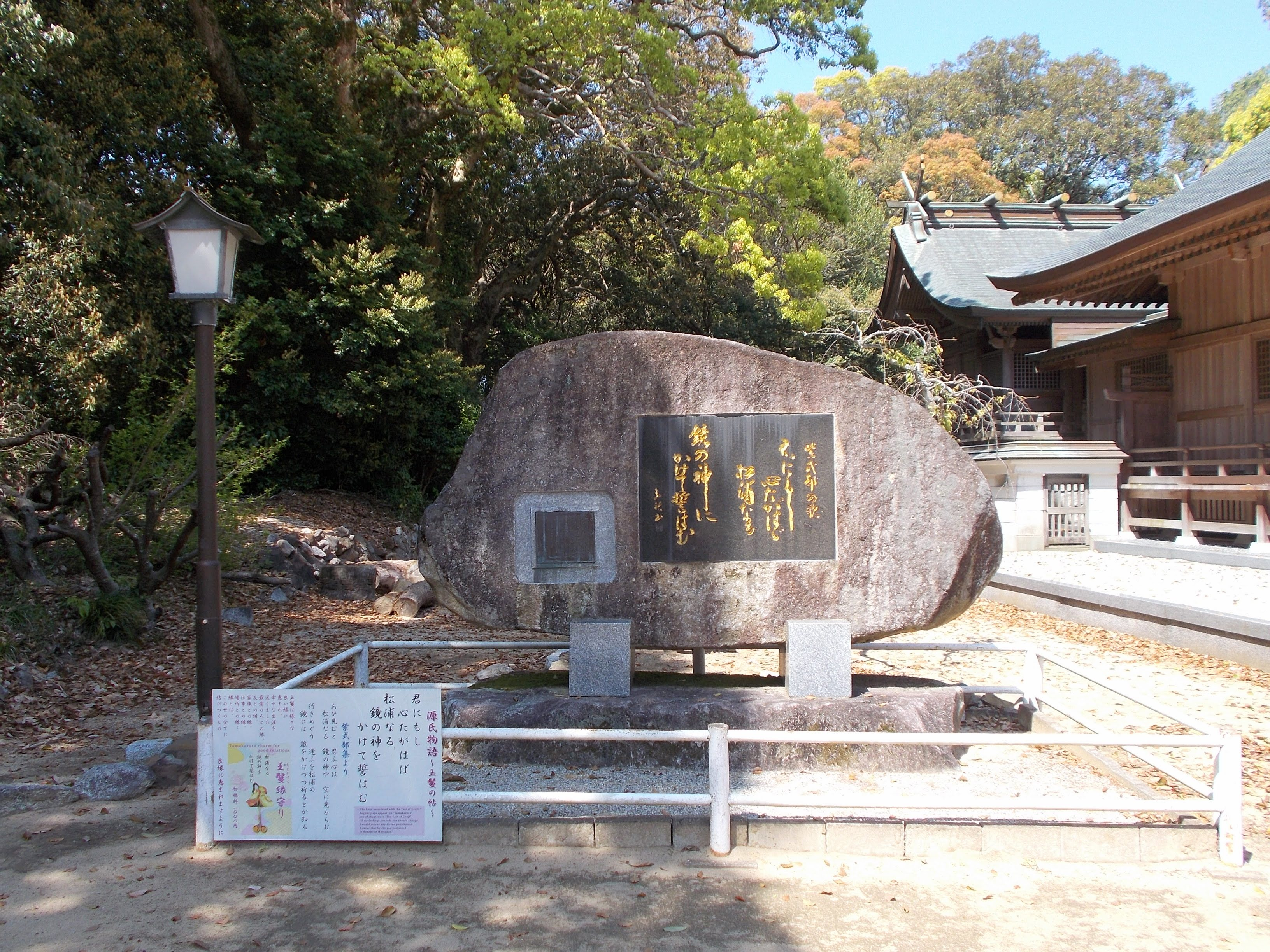
境内にある源氏物語の歌碑

## 歴史
社伝では、三韓征伐の際、神功皇后が鏡山山頂に戦勝を祈願して鏡を納めたが、その後この鏡が霊光を発したことから、それを聞いた神功皇后が自らの生霊を鏡に込めて祀ったのに始まると伝える。
また、三韓征伐の帰途、神功皇后は当地で陣痛に襲われたが、里人が差し出した湧き水を飲むと陣痛が治まり、宇美の地にて無事に応神天皇を産んだという。このことから安産の霊験もあるとされる。
藤原広嗣の乱により藤原広嗣が当地で処刑された10年後の天平勝宝2年（750年）、肥前国司に左遷された吉備真備により、広嗣を祀る二ノ宮が創建された。広嗣処刑の後、玄昉が筑紫に左遷されそこで歿したことから、これは広嗣の怨霊のせいであるとされ、それを慰めるためであった。
元は松浦宮・松浦廟宮と呼ばれ、空海（弘法大師）が鏡神社に改称したと伝える。

## 行事
- 歳旦祭　1月1日 - 3日
- 春季例大祭　4月9日（9日に近い日曜日）

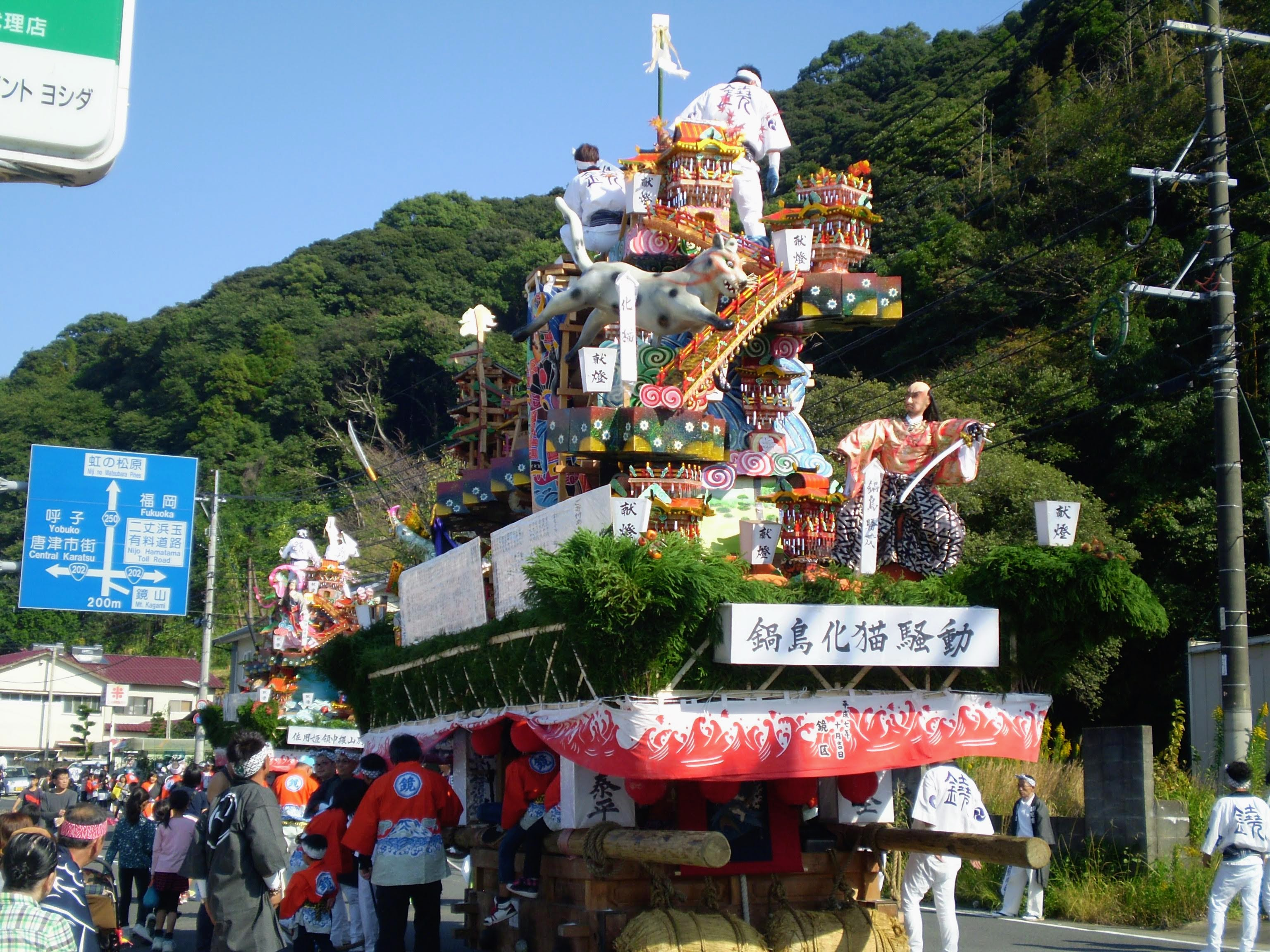
鏡くんち

- 雛供養祭（春季例大祭に併せて執り行われる）
- 夏越祭　7月最終土曜日
- 秋季例大祭（10月9日）
鏡くんちと呼ばれる事から、本来は10月9日であるが、近年では第3土曜日に行われる事がある。土日にわたって2台の曳き山笠が出る。
- 藤原祭　11月28日
- 除夜祭　12月31日

## 文化財

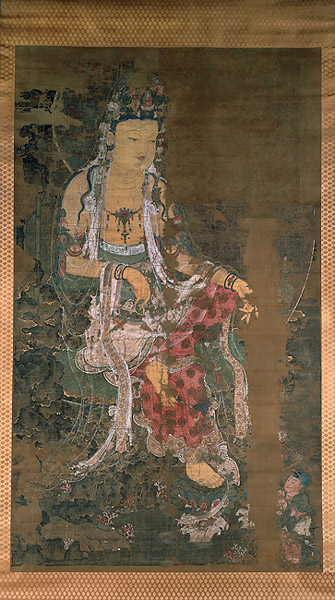
楊柳観音像

### 重要文化財
- 絹本着色楊柳観音像 - 高麗時代[1]、佐賀県立博物館に寄託

### 市指定重要文化財
- 鏡神社経塚出土品